# Ante Vokić
Ante Vokić (ur. 23 sierpnia 1909 w Mostarze, zm. w kwietniu 1945 w Lepoglavie) – chorwacki polityk i wojskowy Niepodległego Państwa Chorwackiego.

## Życiorys
W czasach studenckich wstąpił do ruchu ustaszy. Przerwał studia prawnicze w Zagrzebiu i został kolejarzem. 
Po utworzeniu w trakcie II wojny światowej Niepodległego Państwa Chorwackiego był współzałożycielem faszystowskiego Czarnego Legionu. W październiku 1943 roku Ante Pavelić mianował go ministrem transportu i robót publicznych, a trzy miesiące później ministrem sił zbrojnych. W lipcu 1944 został awansowany do stopnia krilnika (generała). Wraz z Mladenem Lorkoviciem podjął nieudaną próbę zamachu stanu, mającego na celu zmianę sojuszy Chorwacji i przejście na stronę aliantów. Obaj zostali oskarżeni o spisek przeciwko Paveliciowi. 30 sierpnia 1944 Vokić został zwolniony z wszystkich funkcji i wtrącony do więzienia w Lepoglavie, gdzie zginął w kwietniu 1945.